# بوریا (روستا)
بوریا (به بلغاری: Burya) یک منطقهٔ مسکونی در بلغارستان است که در سولیوو واقع شده‌است.